# 蘿倫·艾樂
蘿倫·艾樂（Lauren Utter；1989年—），是《全美超級模特兒新秀大賽》第十季的第六名，為本季最高的參賽者。